# Saturnino Cedillo

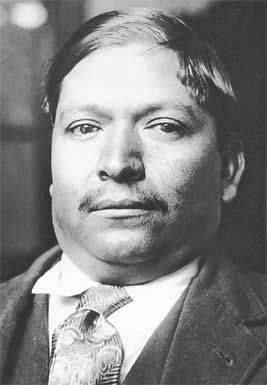
Cedillo rond 1915

Saturnino Cedillo Martínez (Las Palomas 1890 - Ciudad del Maíz, 11 januari 1939) was een Mexicaans politicus, militair en caudillo. Cedillo staat in Mexico bekend als de laatste grote caudillo van de Mexicaanse Revolutie.
Cedillo was afkomstig uit de regio Valle del Maíz in San Luis Potosí. Tijdens de Mexicaanse Revolutie kwam hij met twee broers in opstand, geïnspireerd door Emiliano Zapata's Plan van Ayala. Na de omverwerping van de dictator Victoriano Huerta kozen zij de kant van de conventionalisten tegen het Constitutionalistisch Leger van Venustiano Carranza. Ze hadden echter weinig succes. Zijn broers Cleofas en Magdaleno stierven in respectievelijk 1915 en 1917 en het overgebleven legertje van Cedillo was de hongerdood nabij. Het Plan van Agua Prieta van 1920 veranderde de situatie echter volledig; Cedillo kreeg amnestie van de nieuwe president Álvaro Obregón en werd hoofd van het Mexicaanse leger in San Luis Potosí.
Hierna begon Cedillo met het uitbouwen van zijn machtspositie als caudillo. Van 1927 tot 1931 was hij gouverneur van San Luis Potosí, maar eigenlijk was hij van de jaren twintig tot zijn dood de facto de onbetwiste leider van San Luis Potosí. Hij slaagde erin een uitgebreid cliëntelistisch netwerk op te bouwen, en vrijwel iedere belangrijke persoon in San Luis Potosí stond onder invloed van Cedillo. Hij geldt in de Mexicaanse geschiedschrijving dan ook als het schoolvoorbeeld van een caudillo.
In 1935 volgde Cedillo de uit de gratie gevallen Tomás Garrido Canabal op als minister van landbouw onder president Lázaro Cárdenas. Desalniettemin ontstond er een kloof tussen Cárdenas en Cedillo. Cárdenas zag in Cedillo's machtsbolwerk - hij had zelfs een eigen leger - een gevaar voor de territoriale integriteit en politieke stabiliteit. Cárdenas poogde Cedillo's machtspositie dan ook af te breken. Als eerst stuurde hij een deel van het Mexicaanse leger naar San Luis Potosí als tegenbalans voor Cedillo's milities. Ook slaagde Cárdenas erin de landbouwvakbond van San Luis Potosí, van oudsher een van Cedillo's sterkste steunpilaren, te integreren in zijn Partij van de Mexicaanse Revolutie (PRM). Ook beschuldigde de Mexicaanse regering Cedillo ervan een steunpilaar te zijn voor het fascisme in Mexico.
De definitieve breuk kwam in 1938. Uit protest tegen de nationalisering van de olie-industrie kondigde de staatsoverheid van San Luis Potosí aan Cárdenas niet langer te erkennen als president. Cedillo hoopte op steun van de Verenigde Staten bij zijn opstand, maar de Amerikaanse regering besloot uit angst voor het fascisme zich er niet mee te bemoeien. Cedillo's opstand had nooit enige kans van slagen; Cedillo ging er voornamelijk tot over om tenminste zijn eer te redden. Het Mexicaanse leger, geleid door Manuel Ávila Camacho wist de cedillistas vrij gemakkelijk te verslaan. Hoewel Cárdenas had verboden Cedillo of zijn naasten een haar te krenken, werd in december zijn zuster vermoord door overheidstroepen. Enkele weken later, op 11 januari 1939, werd Cedillo door de federale troepen doodgeschoten. Desalniettemin bleef na Cedillo's dood zijn netwerk grotendeels intact. De laatste cedillista zou zijn wapens zelfs pas neerleggen in 1974.
- Bibliothèque nationale de France: cb12300483k (data)
- Catàleg d'autoritats de noms i títols de Catalunya: 981058614926506706
- Gemeinsame Normdatei: 12165365X
- International Standard Name Identifier: 0000 0003 7393 1503
- Library of Congress Control Number: n84169592
- Nationale Bibliotheek van Israël: 987007279929405171
- Nederlandse Thesaurus van Auteursnamen: 072212918
- Système universitaire de documentation: 031870449
- Virtual International Authority File: 72801709
- WorldCat: E39PBJfrH9G9vQ37r4wJhtwBfq